# Vărbilău
Vărbilău è un comune della Romania di 7 301 abitanti, ubicato nel distretto di Prahova, nella regione storica della Muntenia. 
Il comune è formato dall'unione di 5 villaggi: Coțofenești, Livadea, Podu Ursului, Poiana Vărbilău, Vărbilău.